# 2. divisjon 2001 (football americano norvegese)
La 2. divisjon 2001 è la 9ª edizione del campionato di football americano di secondo livello, organizzato dalla NAIF. I Furuset Panthers e gli Hamar Ruins si sono ritirati, perdendo a tavolino tutti gli incontri (gli scontri diretti risultano vinti dai Panthers).

## Squadre partecipanti
| Club                    | Città        | Stadio | Sponsor ufficiale | Risultato nella stagione 2000 |
| ----------------------- | ------------ | ------ | ----------------- | ----------------------------- |
| Bergen Storm            | Bergen       |        |                   |                               |
| Furuset Panthers        | Furuset      |        |                   |                               |
| Hamar Ruins             | Hamar        |        |                   |                               |
| Kristiansand Gladiators | Kristiansand |        |                   |                               |
| Sandnes Oilers          | Sandnes      |        |                   |                               |

## Stagione regolare

### Calendario

#### 1ª giornata
| Bergen 28 aprile 2001, ore 10:00 | Bergen Storm | 12 – 0 | Kristiansand Gladiators | Varden Amfi |

| Sandnes 29 aprile 2001, ore 14:00 | Sandnes Oilers | 1 – 0 (a tavolino) | Hamar Ruins | Giskebanen |

#### 2ª giornata
| Furuset 6 maggio 2001, ore 12:00 | Furuset Panthers | 0 – 1 (a tavolino) | Kristiansand Gladiators |  |

| Bergen 6 maggio 2001, ore 16:00 | Bergen Storm | 1 – 0 (a tavolino) | Hamar Ruins | Varden Amfi |

#### 3ª giornata
| Hellemyr 13 maggio 2001, ore 14:00 | Kristiansand Gladiators | 14 – 6 | Bergen Storm |  |

| Furuset 13 maggio 2001 | Furuset Panthers | 1 – 0 (a tavolino) | Hamar Ruins |  |

#### 4ª giornata
| Hamar 19 maggio 2001 | Hamar Ruins | 0 – 1 (a tavolino) | Bergen Storm |  |

| Sandnes 20 maggio 2001, ore 14:00 | Sandnes Oilers | 1 – 0 (a tavolino) | Furuset Panthers | Giskebanen |

#### 5ª giornata
| Hellemyr 27 maggio 2001, ore 12:00 | Kristiansand Gladiators | 1 – 0 (a tavolino) | Hamar Ruins |  |

| Sandnes 27 maggio 2001, ore 14:00 | Sandnes Oilers | 42 – 14 | Bergen Storm | Giskebanen |

#### 6ª giornata
| Hellemyr 3 giugno 2001, ore 14:00 | Kristiansand Gladiators | 2 – 42 | Sandnes Oilers |  |

| Furuset 3 giugno 2001, ore 14:30 | Furuset Panthers | 0 – 1 (a tavolino) | Bergen Storm |  |

#### 7ª giornata
| Hamar 10 giugno 2001 | Hamar Ruins | 0 – 1 (a tavolino) | Furuset Panthers |  |

| Sandnes 10 giugno 2001, ore 14:00 | Sandnes Oilers | 40 – 6 | Kristiansand Gladiators | Giskebanen |

#### 8ª giornata
| Bergen 16 giugno 2001, ore 13:00 | Bergen Storm | 1 – 0 (a tavolino) | Furuset Panthers | Varden Amfi |

| Hamar 16 giugno 2001 | Hamar Ruins | 0 – 1 (a tavolino) | Sandnes Oilers |  |

#### 9ª giornata
| Bergen 24 giugno 2001, ore 11:30 | Bergen Storm | 6 – 65 | Sandnes Oilers | Varden Amfi |

| Hellemyr 24 giugno 2001, ore 14:00 | Kristiansand Gladiators | 1 – 0 (a tavolino) | Furuset Panthers |  |

#### 10ª giornata
| Furuset 30 giugno 2001, ore 12:00 | Furuset Panthers | 0 – 1 (a tavolino) | Sandnes Oilers |  |

| Hamar 30 giugno 2001 | Hamar Ruins | 0 – 1 (a tavolino) | Kristiansand Gladiators |  |

### Classifiche
Le classifiche della regular season sono le seguenti:
- PCT = percentuale di vittorie, G = partite giocate, V = partite vinte,  P = partite perse, PF = punti fatti, PS = punti subiti

| Pos. | Squadra                 | PCT   | G | V | N | P | PF  | PS  |
| ---- | ----------------------- | ----- | - | - | - | - | --- | --- |
| 1    | Sandnes Oilers          | 1.000 | 8 | 8 | 0 | 0 | 193 | 28  |
| 2    | Bergen Storm            | .625  | 8 | 5 | 0 | 3 | 42  | 121 |
| 3    | Kristiansand Gladiators | .625  | 8 | 5 | 0 | 3 | 26  | 100 |
| -    | Furuset Panthers        | .250  | 8 | 2 | 0 | 6 | 2   | 6   |
| -    | Hamar Ruins             | .000  | 8 | 0 | 0 | 8 | 0   | 8   |

## Verdetti
- Sandnes Oilers campioni della 2. divisjon 2001